# Velebitska priča
Velebitska priča je hrvatski dokumentarni film o Domovinskom ratu i Planinskoj satniji Velebit. Film govori što se događalo od 1991. do 1995. na južnom Velebitu. Proizvođač filma je MMC Kopriva 2011. godine. Postrojba je osnovana u Hrvatskom planinarskom savezu ljeta 1991. godine. Postrojba je uskoro postala Specijalna postrojba Glavnog stožera HV-e, u sastavu koje bilo je stotinjak dragovoljaca. Dragovoljci te postrojbe bili su ponajbolji hrvatski alpinisti, speleolozi, visokogorski planinari i gorski spašavatelji iz planinskih društava Hrvatskog planinarskog saveza, koji su se dobrovoljno okupili oko zapovjednika Jerka Kirigina sa željom da u obrani države sa svojim visokogorskim iskustvom budu najkorisniji na području koje od svih najbolje poznaju - na planini Velebitu.
Film je na festivalima dokumentarnog filma u Hrvatskoj i inozemstvu ostvario zapažene rezultate.

## Vanjske poveznice
- YouTube - Velebitska satnija
- Portal Hrvatskoga kulturnog vijeća Recenzija J. Novaka